# Vegard Erlien
Vegard Østraat Erlien (* 7. Januar 1998 in Trondheim) ist ein norwegischer Fußballspieler.

## Sportliche Laufbahn

### Vereine
Erlien begann in der Jugend von Byåsen Toppfotball mit dem Fußballspielen und wechselte 2013 zu Rosenborg Trondheim. Bereits als Sechzehnjähriger lief er für die zweite Mannschaft von Rosenborg auf.
Zur Saison 2018 wechselte er zum Zweitligisten Sandnes Ulf. Am 2. April 2018 debütierte er im Profi-Fußball beim 2:1-Sieg über Strømmen IF. Zur zweiten Halbserie der Spielzeit 2019 folgte sein Wechsel zum Trondheimer Erstligisten Ranheim Fotball, mit dem er am Saisonende abstieg. Zur Saison 2023 schloss Erlien sich Tromsø IL an, mit dem er Drittplatzierter wurde, was zur Teilnahme an der Qualifikationsrunde der UEFA Conference League 2024/25 berechtigte, in der Erlien verletzungsbedingt erst im letzten Spiel gegen den FC Kilmarnock (0:1) auflief. In der Saison 2024 entging er mit Tromsø auf dem 13. Platz nur knapp dem Abstieg.

### Nationalmannschaft
Erlien lief neunmal für Junioren-Nationalmannschaften Norwegens auf, davon zweimal für die U15-Nationalmannschaft und siebenmal für die U16-Nationalmannschaft.